# Csatószeg
Csatószeg (románul Cetătuia) falu Romániában Hargita megyében található. Közigazgatásilag Csíkszentsimonhoz tartozik.

## Fekvése
Csíkszeredától 18 km-re délkeletre, 662 m tengerszint fölötti magasságban, az Olt bal partján, a Fiság torkolatánál fekszik. Északon Csíkszentsimon, északkeleten Csíkszentmárton, délkeleten Csíkkozmás, délen Verebes, délnyugaton pedig Erdővidék területei határolják. Legmagasabb pontja az 1558 méteren található Kakukk-hegy.

## Településszerkezete
Egykori településszerkezete bizonytalan, legkorábbi források szerint kettő (Egyházasfalva és Csatószeg), később három (Templomalja, Csatószeg és Alfalu) tizesből állt. Napjainkban négy tizesből (Felsőtíz, Templomalja, Nyomás és Csuta), két apróbb utcából (Görgős és Tizes utca), valamint a Főútnak és az Újsornak nevezett falurészekből áll.

## Nevének eredete
Az idők folyamán a település neve különböző forrásokban a legkülönfélébben fordult elő: Czyatho zegh (1614), Chyato Zegy (1619), Czjatozegj (1622), Chyatoszegh (1624), Czyatoszéghfalua (1652), Al Csik Csató Szeg (1730), Csík Csato Szeg (1763), Csatoszeg (1770), Csatos-Szeg (1800), Csatószeg (1857), Csík-Csatószeg (1893), Csíkcsatószeg (1900). A településnév, amelyet a helybéli őshonos "Csató" családnévből származtatnak, hivatalosan nem tartalmazza a "Csík" előtagot, amelyet informális kontextusban mégis használnak. A név "szeg" tagja egy korábbi, a maitól lényegesen eltérő településszerkezettel magyarázható.

## Története
A zordnak mondható természeti és éghajlati viszonyok ellenére Csatószeg területe már az újkőkorszakban (kb. Kr.e. 7000 - 4500) lakott volt. Székely lakossága számára kiemelkedő jelentőségű az 1324-ben kiadott királyi oklevél, melyben első alkalommal jelenik meg ilyen okmányban Csík neve, V. László 1456-ban kiadott nemesítő levele, amelyben címert adományoz többek között Szentsimoni Tamásnak és Máténak, majd az 1567-es adóösszeírás, amelyben első alkalommal fordul elő Csatószeg településneve. 

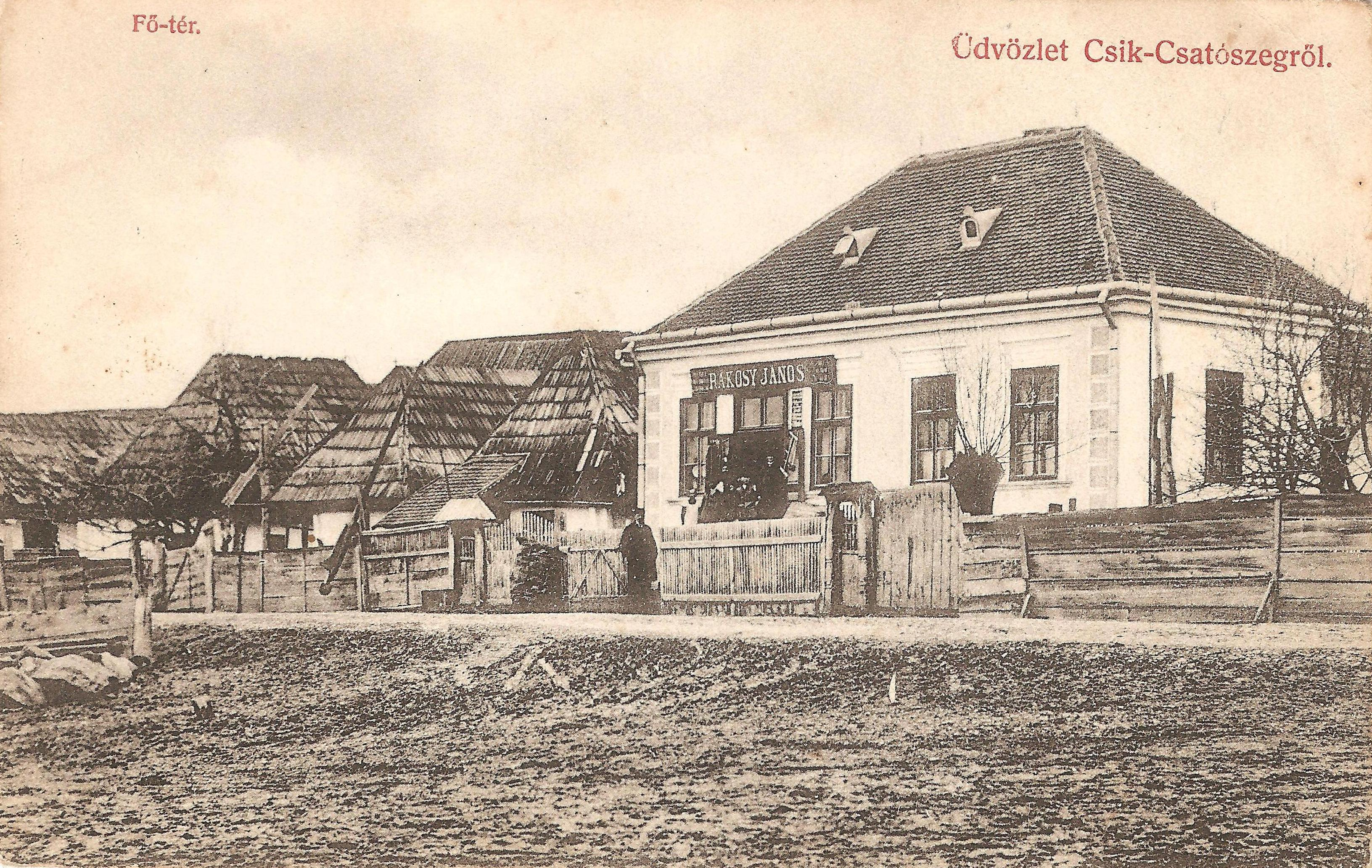
Csatószegi képeslap a XX. század elejéről

Sorsa, társadalmi és gazdasági fejlődése, önkormányzatisága és hadi vállalkozásai szorosan összefüggnek a székely nemzetével, amelynek mai napig tagja. Ismert története során a különböző korok jellemző történései, eseményei Csatószeget is elérték: pusztított itt sáskajárás, árvíz és tűzvész, fosztogatott a labanc, betört a tatár, lakosságát pestis tizedelte. Mindeközben a különböző korok hatalmi kénye szerint fegyverrel és pénzzel is adózott, védte szabadságát, kereszténységét, hazáját. Lakosait nem kerülte el Mária Terézia madéfalvi vérfürdője (1764) sem, később pedig neves európai hadszíntereken bizonyítottak: Necker-jobbpart (1795), Pottenbrunn (1805), Saint Croix (1813). Szabadságszeretetét, hűségét és elszántságát hosszú veszteséglista fémjelzi az 1848/49-es szabadságharcból, valamint az I. és II. világháborúból.
Gazdaságát a környékre jellemző szerény földművelés, állattartás és háziipar jellemezte, gazdagságát hite, hagyományai és összetartozása adták. Túlélte, de megszenvedte a kommunizmust, lelkesen vágott bele a demokráciába, igyekszik lépést tartani az európaisággal. Az otthonteremtés és munkavállalás nehézségeivel, az elvándorlás és elnéptelenedés veszélyeivel küzd, miközben értékmentésen, értékátadáson és értékteremtésen munkálkodik.

## Látnivalók
- Szent Simon és Júdás apostoloknak szentelt római katolikus temploma 13. századi eredetű, a 15. században gótikus stílusban átépítették, mai alakját az 1771 és 1778 közötti barokk átépítéskor nyerte. Szárnyas oltára a 16. század második negyedéből való. Tornya 1660 és 1670 között épült, 1846-ban újjáépítették. Kisboldogasszony-kápolna csatlakozik hozzá, amelyet 1400-ból valónak tartanak.

- A falu központjában eredő borvíz Alcsík egyik jóízű borvize.

## Híres emberek
- Itt született Györffy József (1825-1898) 48-as forradalmár, a Makk-féle összeesküvés résztvevője és Bors Ferenc 48-as honvédezredes.
- Itt született Dr. Györffy Gyula (1858-1920) ügyvéd, a csíkkarcfalvi és a csíkszentmártoni kerület több megbízatást teljesítő országgyűlési képviselője.
- Itt született Kóródy Miklós (1867-1929) a pécsi római katolikus tanítóképezde tanára, tankönyvszerző.
- Itt született Dr. Kászonyi Alajos (1875-1946) katolikus egyházi vezető, a gyulafehérvári teológia rektora és a gyulafehérvári székesegyház kanonokja, valamint Csató József (1818-1870) pápai prelátus, tiszteletbeli kanonok, székelyudvarhelyi plébános, iskolaalapító.
- Itt született Incze Dénes (1946-2015) plébános, egyházi író, templomépítő.[5]
- Itt halt meg Kolonics István (1826-1892) vajdasági származású híres orgonaépítő mester, akit a halál 199. orgonáján dolgozva érte Csatószegen, és végakarata szerint ide temették.
- Innen származtak és csatószegi előnevüket büszkén viselték Csató Pál (1804-1841) Sarkadon született író, publicista, a Magyar Tudományos Akadémia levelező és a Kisfaludy Társaság rendes tagja, Győrffy Iván (1830-1883) magyar pedagógiai író, valamint fiai Győrffy Lajos (1856-1904) pedagógus, író és Győrffy János (1859 - 1927) pedagógus, tankönyvíró.

## Testvértelepülés
- Iklad, Magyarország